# Нойзидъл ам Зее
Нойзидъл ам Зее (на немски: Neusiedl am See, изговаря се по-близко до Нойзийдъл ам Зее, на унгарски: Nezsider, Нежидер) е град в Източна Австрия. Разположен е близо до границата с Унгария и езерото Нойзидлер Зе в провинция Бургенланд. Главен административен център на едноименния окръг Нойзидъл ам Зее. Първите сведения за града датират от 1209 г. Има жп гара. Население 6657 жители към 31 декември 2005 г.